# بافولو نل فرينيانو
بافولو نل فرينيانو (بالإيطالية: Pavullo nel Frignano)‏ هي بلدية في مقاطعة مودينا في إقليم إميليا رومانيا الإيطالي.

## السكان
في سنة 1861 بلغ عدد السكان 9٬316 نسمة، وتطور العدد ليصل في سنة 2011 لـ 17٬198 نسمة.
يظهر هذا المخطط البياني تطور النمو السكاني لـ بافولو نل فرينيانو

## أعلام
- ريكاردو نارديني
- فرانسيسكو ستانكو
- فاوستو فيراري
- لوكا توني